# One of Us Is the Killer
One of Us Is the Killer (с англ. — «Один из нас убийца») — пятый студийный альбом американской маткор-группы The Dillinger Escape Plan, изданный в мае 2013 года. Редакцией музыкального журнала Rolling Stone помещён на 7 место в списке «20 лучших метал-альбомов 2013 года».

## Запись
Работа над One of Us Is the Killer велась под чутким руководством неизменного продюсера и друга группы Стива Эветтса. Первые идеи композиций, наброски материала для будущей пластинки родились в ходе джем-сейшенов Бенджамина Вейнмана и Билли Раймера. Детально проработав черновые версии песен, музыканты приступили к записи в студии. В процессе работы над альбомом Грег Пушато и Бенджамин Вейнман отошли от привычной для себя техники поочерёдной записи вокального и гитарного ряда для каждой песни — на этот раз вокалист записывался один 25 дней кряду, что позволило глубже погрузиться в процесс и по-новому взглянуть на продукт работы.
Из готового материала были тщательно отобраны 11 композиций — Грег Пушато интуитивно чувствовал, что некоторые вещи не отвечают стилистике The Dillinger Escape Plan. Буклет One of Us Is the Killer разработал давний соратник группы Брайан Монтуори. Бенджамин Вейнман остался весьма доволен нарисованным Монтуори пером — одновременно грубым и мягким, истекающим то ли кровью, то ли чернилами — сравнив его с реальностью жизни, которую и стараются передать в своём творчестве The Dillinger Escape Plan.

## Реакция
Музыкальные критики единодушно отреагировали на альбом хвалебными рецензиями. Обозреватель ресурса About.com Кевин Сируа назвал One of Us Is the Killer великой вещью; эссенцией стиля The Dillinger Escape Plan; превосходной работой, не только охватывающей и прошлое и настоящее группы, но и делающей большой шаг к её развитию. Редактор сайта AllMusic Грегори Хини констатировал достижение The Dillinger Escape Plan нового уровня, на котором их творчество стало доступней для слушателей без ущерба для характерного звучания, и упрочнение статуса одного из самых инновационных метал-коллективов последнего десятилетия.
Репортёр канадского ежемесячника Exclaim! Натали Зина Уолшотс предположила, что музыка The Dillinger Escape Plan звучит как часть безумной науки, часть химического оружия, и пятый альбом гигантов маткора безупречно вписывается в эту форму, в то же время будучи столь неравномерным и разнообразным, что может вызвать чувство карнавальности. Вместе с тем, диск содержит более успешные музыкальные эксперименты, чем прежде, а подчас и мгновения подлинного великолепия. Автор британского сайта musicOMH Джордан Меинзер, анализируя One of Us Is the Killer, задался вопросом: почему The Dillinger Escape Plan до сих пор не считается самой интересной альтернативной группой на планете.

## Список композиций
Все тексты написаны Грегом Пушато, вся музыка написана Бенджамином Вейнманом.
| №   | Название                              | Длительность |
| --- | ------------------------------------- | ------------ |
| 1.  | «Prancer»                             | 3:52         |
| 2.  | «When I Lost My Bet»                  | 3:53         |
| 3.  | «One of Us Is the Killer»             | 3:28         |
| 4.  | «Hero of the Soviet Union»            | 3:00         |
| 5.  | «Nothing′s Funny»                     | 3:26         |
| 6.  | «Understanding Decay»                 | 3:48         |
| 7.  | «Paranoia Shields»                    | 4:27         |
| 8.  | «CH 375 268 277 ARS»                  | 2:32         |
| 9.  | «Magic That I Held You Prisoner»      | 2:49         |
| 10. | «Crossburner»                         | 5:05         |
| 11. | «The Threat Posed by Nuclear Weapons» | 3:46         |

| №   | Название                                    | Длительность |
| --- | ------------------------------------------- | ------------ |
| 12. | «One of Us Is the Killer» (Easy Girl Remix) | 5:25         |
| 13. | «Nothing′s Funny» (Demo)                    | 3:39         |

## Позиции в чартах
| Страна             | Место | Страна    | Место |
| ------------------ | ----- | --------- | ----- |
| Австралия          | 45    | США       | 25    |
| Австрия            | 52    | Финляндия | 34    |
| Бельгия (Фландрия) | 146   | Франция   | 147   |
| Великобритания     | 64    | Швейцария | 92    |
| Германия           | 84    | Япония    | 131   |

## Участники записи
| The Dillinger Escape Plan - Грег Пусиато — вокал - Бенджамин Вейнман — гитара - Лиам Уилсон — бас-гитара - Билли Раймер — ударные | Приглашённые музыканты - Патрик Догерти — труба, флюгергорн - Джо Эксли — туба, тромбон | Технический персонал - Стив Эветтс — продюсирование - Алан Дучес — мастеринг - Брайан Монтуори — арт-дирекция - Даниэль МакБрайд — ассамбляж |